# Internazionali d'Italia 2023 - Qualificazioni singolare maschile
Le qualificazioni del singolare maschile degli Internazionali d'Italia 2023 sono state un torneo di tennis preliminare per accedere alla fase finale della manifestazione. I vincitori dell'ultimo turno sono entrati di diritto nel tabellone principale. In caso di ritiro di uno o più giocatori aventi diritto a questi sono subentrati i lucky loser, ossia i giocatori che hanno perso nell'ultimo turno ma che avevano una classifica più alta rispetto agli altri partecipanti che avevano comunque perso nel turno finale.

## Teste di serie
1. Alexei Popyrin (qualificato)
2. Daniel Altmaier (qualificato)
3. Alexandre Müller (qualificato)
4. Aleksandr Ševčenko (ultimo turno, lucky loser)
5. Zhang Zhizhen (primo turno)
6. Daniel Elahi Galán (primo turno)
7. Juan Manuel Cerúndolo (qualificato)
8. Aleksandar Kovacevic (primo turno)
9. Yannick Hanfmann (qualificato)
10. Tarō Daniel (primo turno)
11. Borna Gojo (primo turno)
12. Thanasi Kokkinakis (qualificato)

1. Roman Safiullin (qualificato)
2. Otto Virtanen (primo turno)
3. Jurij Rodionov (primo turno)
4. Tomáš Macháč (primo turno)
5. Arthur Fils (qualificato)
6. Hugo Grenier (ultimo turno, lucky loser)
7. Camilo Ugo Carabelli (primo turno)
8. Marcelo Tomás Barrios Vera (ultimo turno)
9. Fábián Marozsán (qualificato)
10. Nikoloz Basilašvili (primo turno, ritirato)
11. Pedro Martínez (qualificato)
12. Raul Brancaccio (primo turno)

## Qualificati
1. Alexei Popyrin
2. Daniel Altmaier
3. Alexandre Müller
4. Arthur Fils
5. Pedro Martínez
6. Roman Safiullin

1. Juan Manuel Cerúndolo
2. Stefano Napolitano
3. Yannick Hanfmann
4. Flavio Cobolli
5. Fábián Marozsán
6. Thanasi Kokkinakis

### Lucky loser
1. Aleksandr Ševčenko

1. Hugo Grenier

## Tabellone

### Legenda
| - Q = Qualificato - WC = Wild card - LL = Lucky loser | - ALT = Alternate - SE = Special Exempt - PR = Protected Ranking | - w/o = Walkover - r = Ritirato - d = Squalificato |

### Sezione 1
|  | Primo turno | Primo turno       | Primo turno | Primo turno | Primo turno |  |  | Ultimo turno | Ultimo turno      | Ultimo turno      | Ultimo turno | Ultimo turno |  |
|  |             |                   |             |             |             |  |  |              |                   |                   |              |              |  |
|  | 1           | Alexei Popyrin    | 6           | 4           | 6           |  |  |              |                   |                   |              |              |  |
|  |             | Riccardo Bonadio  | 4           | 6           | 3           |  |  | 1            | Alexei Popyrin    | Alexei Popyrin    | 6            | 7            |  |
|  |             | Andrea Pellegrino | 6           | 0           | 6           |  |  |              | Andrea Pellegrino | Andrea Pellegrino | 0            | 63           |  |
|  | 24          | Raul Brancaccio   | 3           | 6           | 3           |  |  |              |                   |                   |              |              |  |

### Sezione 2
|  | Primo turno | Primo turno     | Primo turno     | Primo turno | Primo turno |  |  | Ultimo turno | Ultimo turno    | Ultimo turno    | Ultimo turno | Ultimo turno |  |
|  |             |                 |                 |             |             |  |  |              |                 |                 |              |              |  |
|  | 2           | Daniel Altmaier | Daniel Altmaier | 6           | 6           |  |  |              |                 |                 |              |              |  |
|  |             | Jozef Kovalík   | Jozef Kovalík   | 2           | 4           |  |  | 2            | Daniel Altmaier | Daniel Altmaier | 7            | 6            |  |
|  |             | Elias Ymer      | 1               | 6           | 7           |  |  |              | Elias Ymer      | Elias Ymer      | 65           | 0            |  |
|  | 16          | Tomáš Macháč    | 6               | 2           | 64          |  |  |              |                 |                 |              |              |  |

### Sezione 3
|  | Primo turno | Primo turno       | Primo turno | Primo turno | Primo turno |  |  | Ultimo turno | Ultimo turno     | Ultimo turno     | Ultimo turno | Ultimo turno |  |
|  |             |                   |             |             |             |  |  |              |                  |                  |              |              |  |
|  | 3           | Alexandre Müller  | 2           | 7           | 6           |  |  |              |                  |                  |              |              |  |
|  | WC          | Gianmarco Ferrari | 6           | 64          | 4           |  |  | 3            | Alexandre Müller | Alexandre Müller | 6            | 6            |  |
|  |             | Franco Agamenone  | 4           | 6           | 6           |  |  |              | Franco Agamenone | Franco Agamenone | 0            | 1            |  |
|  | 14          | Otto Virtanen     | 6           | 1           | 2           |  |  |              |                  |                  |              |              |  |

### Sezione 4
|  | Primo turno | Primo turno        | Primo turno        | Primo turno | Primo turno |  |  | Ultimo turno | Ultimo turno       | Ultimo turno       | Ultimo turno | Ultimo turno |  |
|  |             |                    |                    |             |             |  |  |              |                    |                    |              |              |  |
|  | 4           | Aleksandr Ševčenko | Aleksandr Ševčenko | 6           | 6           |  |  |              |                    |                    |              |              |  |
|  |             | Oleksii Krutykh    | Oleksii Krutykh    | 4           | 2           |  |  | 4            | Aleksandr Ševčenko | Aleksandr Ševčenko | 3            | 4            |  |
|  |             | Ryan Peniston      | 2                  | 6           | 64          |  |  | 17           | Arthur Fils        | Arthur Fils        | 6            | 6            |  |
|  | 17          | Arthur Fils        | 6                  | 4           | 7           |  |  |              |                    |                    |              |              |  |

### Sezione 5
|  | Primo turno | Primo turno          | Primo turno | Primo turno | Primo turno |  |  | Ultimo turno | Ultimo turno         | Ultimo turno         | Ultimo turno | Ultimo turno |  |
|  |             |                      |             |             |             |  |  |              |                      |                      |              |              |  |
|  | 5           | Zhang Zhizhen        | 5           | 6           | 5           |  |  |              |                      |                      |              |              |  |
|  |             | Francesco Maestrelli | 7           | 2           | 7           |  |  |              | Francesco Maestrelli | Francesco Maestrelli | 0            | 2            |  |
|  |             | Andrea Vavassori     | 2           | 7           | 2           |  |  | 23           | Pedro Martínez       | Pedro Martínez       | 6            | 6            |  |
|  | 23          | Pedro Martínez       | 6           | 5           | 6           |  |  |              |                      |                      |              |              |  |

### Sezione 6
|  | Primo turno | Primo turno        | Primo turno     | Primo turno | Primo turno |  |  | Ultimo turno | Ultimo turno    | Ultimo turno    | Ultimo turno | Ultimo turno |  |
|  |             |                    |                 |             |             |  |  |              |                 |                 |              |              |  |
|  | 6           | Daniel Elahi Galán | 62              | 6           | 6(1)        |  |  |              |                 |                 |              |              |  |
|  |             | Vít Kopřiva        | 7               | 3           | 7           |  |  |              | Vít Kopřiva     | Vít Kopřiva     | 2            | 63           |  |
|  |             | João Sousa         | João Sousa      | 1           | 3           |  |  | 13           | Roman Safiullin | Roman Safiullin | 6            | 7            |  |
|  | 13          | Roman Safiullin    | Roman Safiullin | 6           | 6           |  |  |              |                 |                 |              |              |  |

### Sezione 7
|  | Primo turno | Primo turno                | Primo turno                | Primo turno | Primo turno |  |  | Ultimo turno | Ultimo turno               | Ultimo turno               | Ultimo turno | Ultimo turno |  |
|  |             |                            |                            |             |             |  |  |              |                            |                            |              |              |  |
|  | 7           | Juan Manuel Cerúndolo      | Juan Manuel Cerúndolo      | 6           | 6           |  |  |              |                            |                            |              |              |  |
|  |             | Jelle Sels                 | Jelle Sels                 | 2           | 2           |  |  | 7            | Juan Manuel Cerúndolo      | Juan Manuel Cerúndolo      | 6            | 6            |  |
|  |             | Mattia Bellucci            | Mattia Bellucci            | 64          | 0           |  |  | 20           | Marcelo Tomás Barrios Vera | Marcelo Tomás Barrios Vera | 3            | 1            |  |
|  | 20          | Marcelo Tomás Barrios Vera | Marcelo Tomás Barrios Vera | 7           | 6           |  |  |              |                            |                            |              |              |  |

### Sezione 8
|  | Primo turno | Primo turno          | Primo turno          | Primo turno | Primo turno |  |  | Ultimo turno | Ultimo turno        | Ultimo turno | Ultimo turno | Ultimo turno |  |
|  |             |                      |                      |             |             |  |  |              |                     |              |              |              |  |
|  | 8           | Aleksandar Kovacevic | Aleksandar Kovacevic | 4           | 3           |  |  |              |                     |              |              |              |  |
|  | WC          | Stefano Napolitano   | Stefano Napolitano   | 6           | 6           |  |  | WC           | Stefano Napolitano  | 4            | 7            | 7            |  |
|  |             | Maximilian Marterer  | Maximilian Marterer  | 6           | 7           |  |  |              | Maximilian Marterer | 6            | 5            | 5            |  |
|  | 19          | Camilo Ugo Carabelli | Camilo Ugo Carabelli | 3           | 6           |  |  |              |                     |              |              |              |  |

### Sezione 9
|  | Primo turno | Primo turno      | Primo turno      | Primo turno | Primo turno |  |  | Ultimo turno | Ultimo turno     | Ultimo turno     | Ultimo turno | Ultimo turno |  |
|  |             |                  |                  |             |             |  |  |              |                  |                  |              |              |  |
|  | 9           | Yannick Hanfmann | Yannick Hanfmann | 6           | 7           |  |  |              |                  |                  |              |              |  |
|  | WC          | Julian Ocleppo   | Julian Ocleppo   | 4           | 63          |  |  | 9            | Yannick Hanfmann | Yannick Hanfmann | 6            | 6            |  |
|  |             | Andrea Collarini | 3                | 7           | 2           |  |  | 18           | Hugo Grenier     | Hugo Grenier     | 4            | 4            |  |
|  | 18          | Hugo Grenier     | 6                | 5           | 6           |  |  |              |                  |                  |              |              |  |

### Sezione 10
|  | Primo turno | Primo turno         | Primo turno         | Primo turno | Primo turno |  |  | Ultimo turno | Ultimo turno   | Ultimo turno | Ultimo turno | Ultimo turno |  |
|  |             |                     |                     |             |             |  |  |              |                |              |              |              |  |
|  | 10          | Tarō Daniel         | 6                   | 2           | 4           |  |  |              |                |              |              |              |  |
|  |             | Emilio Nava         | 0                   | 6           | 6           |  |  |              | Emilio Nava    | 6            | 64           | 5            |  |
|  | WC          | Flavio Cobolli      | Flavio Cobolli      | 5           |             |  |  | WC           | Flavio Cobolli | 4            | 7            | 7            |  |
|  | 22          | Nikoloz Basilašvili | Nikoloz Basilašvili | 2           | r           |  |  |              |                |              |              |              |  |

### Sezione 11
|  | Primo turno | Primo turno           | Primo turno           | Primo turno | Primo turno |  |  | Ultimo turno | Ultimo turno          | Ultimo turno          | Ultimo turno | Ultimo turno |  |
|  |             |                       |                       |             |             |  |  |              |                       |                       |              |              |  |
|  | 11          | Borna Gojo            | Borna Gojo            | 65          | 3           |  |  |              |                       |                       |              |              |  |
|  |             | Felipe Meligeni Alves | Felipe Meligeni Alves | 7           | 6           |  |  |              | Felipe Meligeni Alves | Felipe Meligeni Alves | 5            | 1            |  |
|  |             | Timofej Skatov        | 0                     | 6           | 5           |  |  | 21           | Fábián Marozsán       | Fábián Marozsán       | 7            | 6            |  |
|  | 21          | Fábián Marozsán       | 6                     | 2           | 7           |  |  |              |                       |                       |              |              |  |

### Sezione 12
|  | Primo turno | Primo turno        | Primo turno        | Primo turno | Primo turno |  |  | Ultimo turno | Ultimo turno       | Ultimo turno       | Ultimo turno | Ultimo turno |  |
|  |             |                    |                    |             |             |  |  |              |                    |                    |              |              |  |
|  | 12          | Thanasi Kokkinakis | Thanasi Kokkinakis | 7           | 6           |  |  |              |                    |                    |              |              |  |
|  | WC          | Matteo Gigante     | Matteo Gigante     | 5           | 3           |  |  | 12           | Thanasi Kokkinakis | Thanasi Kokkinakis | 6            | 6            |  |
|  |             | Jan Choinski       | 2                  | 6           | 6           |  |  |              | Jan Choinski       | Jan Choinski       | 2            | 2            |  |
|  | 15          | Jurij Rodionov     | 6                  | 1           | 2           |  |  |              |                    |                    |              |              |  |